# سوت‌زن زرین نورفک
'سوت‌زن زرین نورفک (نام علمی: Pachycephala pectoralis xanthoprocta)، که همچنین به عنوان سوت‌زن جزیره نورفک یا سرکلفت جزیره نورفک، و به‌طور محلی به عنوان "tamey" شناخته می‌شود، پرنده کوچکی از تیرهٔ سوت‌زنان (Pachycephalidae) است. این یک زیرگونه از سوت‌زن زرین استرالیایی و بومی جزیره نورفک، یک قلمرو استرالیایی در دریای تاسمان، بین استرالیا و نیوزیلند است.